# NGC 7588
NGC 7588 est une galaxie spirale située dans la constellation de Pégase. Sa vitesse par rapport au fond diffus cosmologique est de 10 526 ± 32 km/s, ce qui correspond à une distance de Hubble de 155,3 ± 10,9 Mpc (∼507 millions d'al). NGC 7588 a été découverte par l'astronome allemand Albert Marth en 1867.
En raison d'une brillance de surface égale à 11,75 mag/am2, on peut qualifier NGC 7588 de galaxie présentant une brillance de surface élevée.